# سیارک ۴۰۱۰
سیارک ۴۰۱۰ (به انگلیسی: 4010 Nikolʹskij، نامگذاری:1977QJ2) چهار هزار و دهمین سیارک کشف شده‌است که در ۲۱ اوت ۱۹۷۷ کشف شد.
قدر مطلق سیارک برابر ۱۳٫۰۰ است.